# Gekkonidae
Gekkonidae (geconídeos) é uma família de répteis escamados, da subordem dos lagartos, que inclui os animais vulgarmente designados no Brasil por lagartixas, taruíras, osgas, gecos, catongas, bribas, bibas, sardaniscas ou sardanitas. Em Portugal, são normalmente denominados por osgas, enquanto os nomes lagartixa ou sardanisca denominam lagartos da família Lacertidae.

## Etimologia

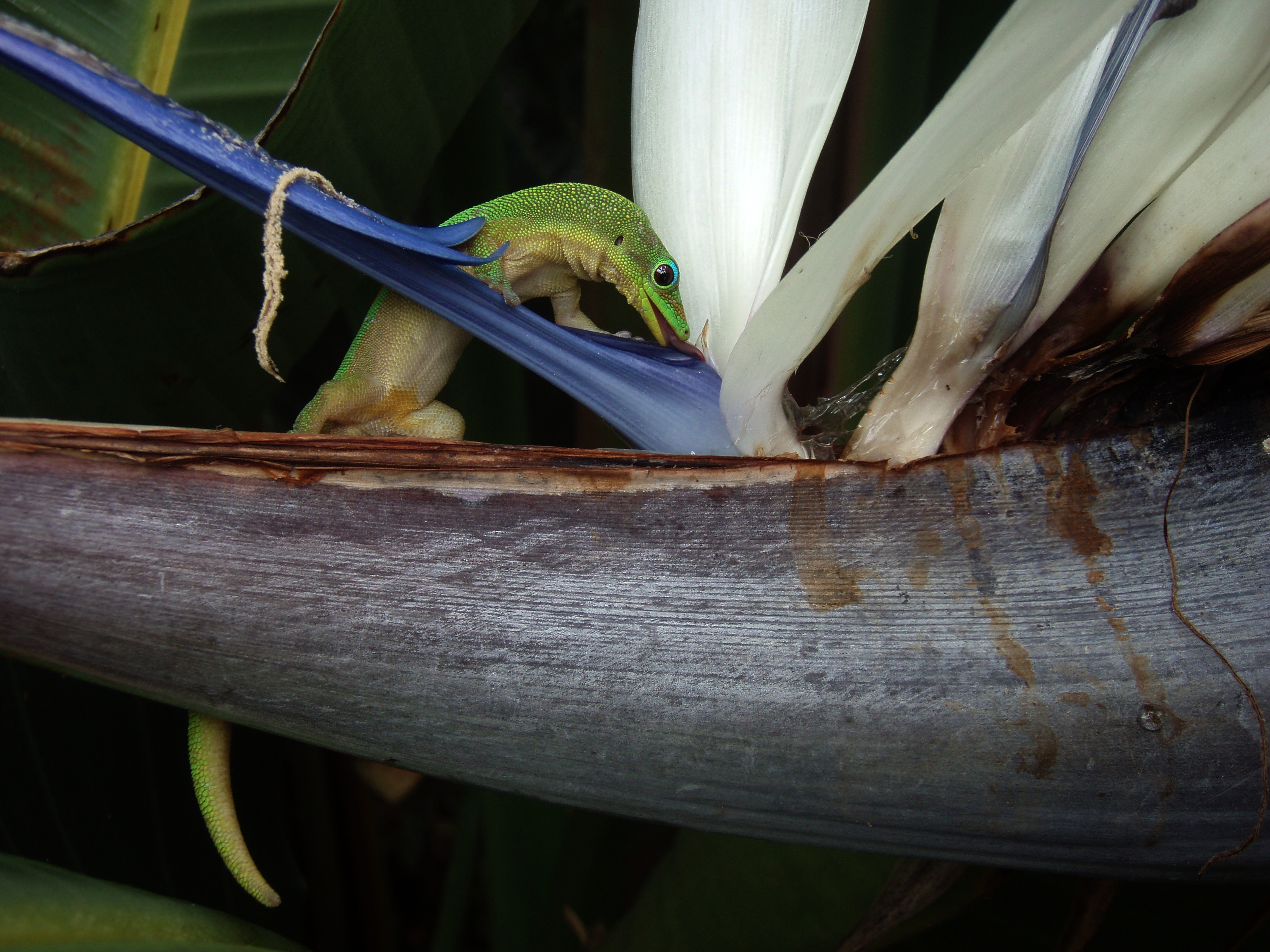
Um Phelsuma laticauda numa flor Strelitzia

"Lagartixa" é proveniente do castelhano lagartija." Osga" se originou do árabe وَزَغة wazaḡa > uzga. "Sardanisca" e "sardanita" originaram-se de sardão.

## Descrição

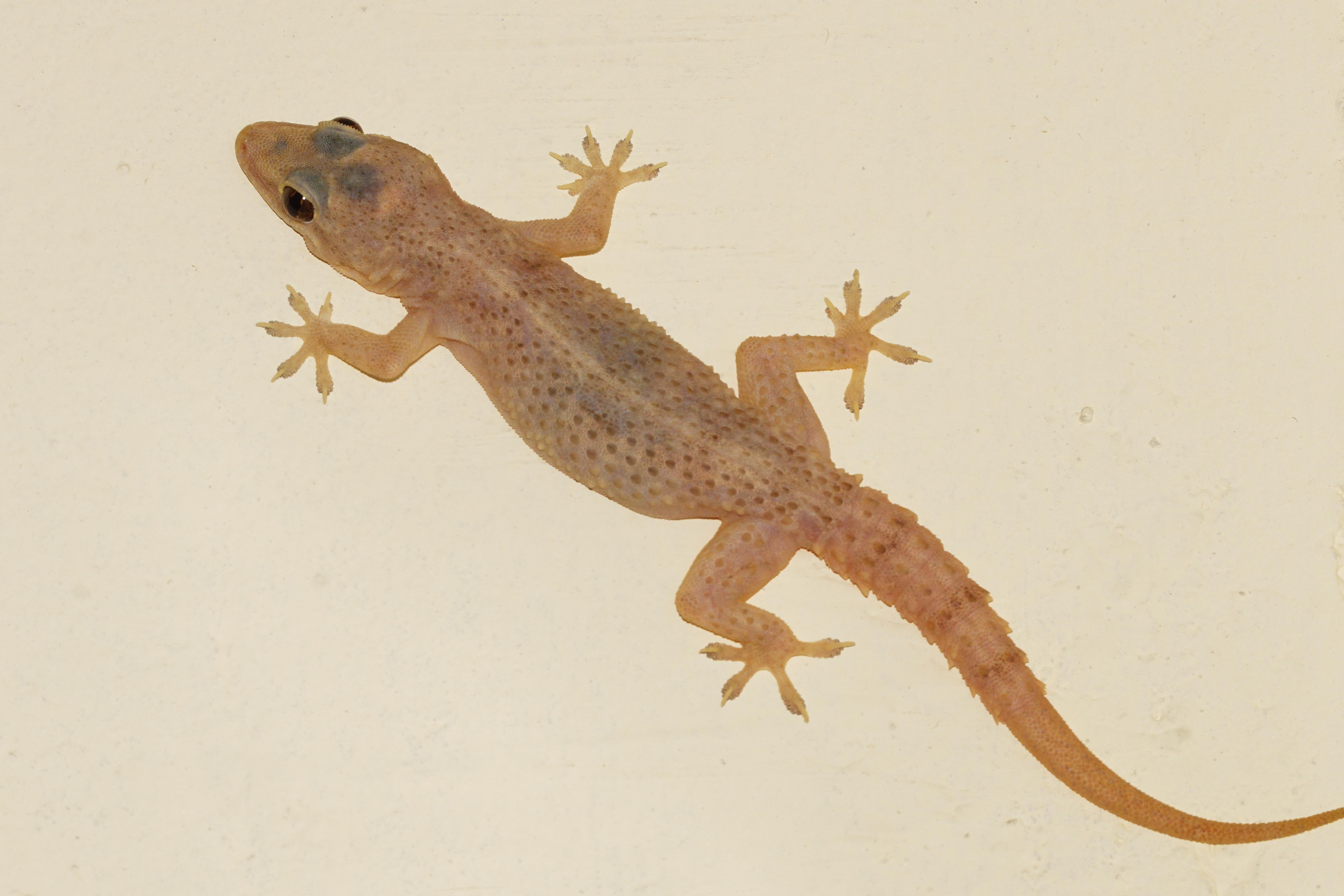
Osga-doméstica,

O grupo, originário da África, encontra-se espalhado em todas as zonas temperadas e quentes do mundo. São muito importantes para o meio ambiente porque, como insetívoros, funcionam como "controladores" de pragas domésticas.
Os geconídeos podem subir paredes – inclusive de vidro – e até andar na superfície de tetos graças às Forças de Van der Waals estabelecidas pelas cerdas existentes nas suas patas.
Algumas espécies apresentam capacidade de camuflagem similar à do camaleão. Outras comunicam-se entre si através de ruídos – o que não é muito comum entre lagartos.
O geconídeo é um réptil porque possui respiração estritamente pulmonar, sua circulação é fechada, dupla e completa, possui pele seca e recoberta por escamas. É pecilotérmica e o sistema digestivo é completo. Os principais predadores das lagartixas são as serpentes (cobras) e os gatos domésticos.

## Algumas espécies
- Hemidactylus frenatus, uma lagartixa doméstica ou osga-doméstica
- Hemidactylus mabouia, uma lagartixa tropical ou osga-tropical, cosmopolita
- Tarentola mauritanica ou osga-moura, comum em Portugal
- Coleodactylus amazonicus, o menor lagarto do mundo, Amazônia, América do Sul
- Gonatodes humeralis, lagartixa amazônica

## Classificação
De acordo com a base de dados de répteis do Laboratório Europeu de Biologia Molecular e a Animal Diversity Web, a família Gekkonidae tem cinco subfamílias:
- Subfamília Aeluroscalabotinae
  - Aeluroscalabotes
- Subfamília Eublepharinae
  - Coleonyx
  - Eublepharis
  - Goniurosaurus
  - Hemitheconyx
  - Holodactylus
- Subfamília Gekkoninae
  - Afroedura
  - Afrogecko
  - Agamura
  - Ailuronyx
  - Alsophylax
  - Aristelliger
  - Asaccus
  - Blaesodactylus
  - Bogertia
  - Briba
  - Bunopus
  - Calodactylodes
  - Carinatogecko
  - Chondrodactylus
  - Christinus
  - Cnemaspis
  - Coleodactylus
  - Colopus
  - Cosymbotus
  - Crossobamon
  - Cryptactites
  - Cyrtodactylus
  - Cyrtopodion
  - Dixonius
  - Dravidogecko
  - Ebenavia
  - Euleptes
  - Geckolepis
  - Geckonia
  - Gehyra
  - Gekko
  - Goggia
  - Gonatodes
  - Gonydactylus
  - Gymnodactylus
  - Haemodracon
  - Hemidactylus
  - Hemiphyllodactylus
  - Heteronotia
  - Homonota
  - Homopholis (animal)
  - Lepidoblepharis
  - Lepidodactylus
  - Luperosaurus
  - Lygodactylus
  - Matoatoa
  - Microscalabotes
  - Nactus
  - Narudasia
  - Pachydactylus
  - Palmatogecko
  - Paragehyra
  - Paroedura
  - Perochirus
  - Phelsuma
  - Phyllodactylus
  - Phyllopezus
  - Platypholis (animal)
  - Pristurus
  - Pseudogekko
  - Pseudogonatodes
  - Ptenopus
  - Ptychozoon
  - Ptyodactylus
  - Quedenfeldtia
  - Rhoptropus
  - Saurodactylus
  - Sphaerodactylus
  - Stenodactylus
  - Tarentola
  - Teratolepis
  - Thecadactylus
  - Tropiocolotes
  - Urocotyledon
  - Uroplatus
- Sub-família Teratoscincinae
  - Teratoscincus
- Subfamília Diplodactylinae
  - Bavayia
  - Carphodactylus
  - Crenadactylus
  - Diplodactylus
  - Eurydactylodes
  - Hoplodactylus
  - Lucasium
  - Naultinus
  - Nephrurus
  - Oedura
  - Phyllurus
  - Pseudothecadactylus
  - Rhacodactylus
  - Rhynchoedura
  - Saltuarius
  - Strophurus
  - Underwoodisaurus